# Parathesis adenanthera
Parathesis adenanthera là một loài thực vật có hoa trong họ Anh thảo. Loài này được (Miq.) Hook. f. mô tả khoa học đầu tiên năm 1876.